# 1770
För byn i Queensland, se 1770, Queensland.
1770 (MDCCLXX) var ett normalår som började en måndag i den gregorianska kalendern och ett normalår som började en fredag i den julianska kalendern.

## Händelser

### Februari
- Februari – Pamfletten Det Olyckliga Swenska Fruentimrets Böneskrift till Allmänheten publiceras i Stockholm.

### Mars
- 11 mars – Under James Cooks jorden runt expedition upptäcks ögruppen Solanderöarna och namnges efter Daniel Solander.

### April
- 29 april – James Cook upptäcker Australien och landstiger på östkusten.[1]

### Juni

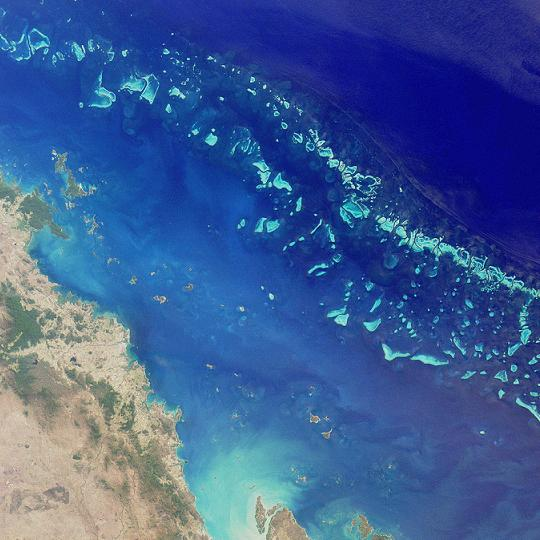
Stora barriärrevet

- 11 juni – James Cook upptäcker Stora barriärrevet.

### Augusti
- Augusti – Aurorasällskapet bildas i Åbo för att främja "svenska språkets uppodling" men framförallt "finska språket och detta lands häfvder och historie".

### September
- 13 september – Sedan den dansk-norske kungen Kristian VII officiellt har förklarats psykiskt sjuk lyckas hans livläkare Johann Friedrich Struensee störta den dåvarande danske premiärministern Andreas Peter Bernstorff och i praktiken ta över styret över Danmark och Norge i 16 månader. Kristian VII är för all framtid avlägsnad från regeringen och styret, men förblir officiellt kung av Danmark och Norge till sin död 1808.

### November
- 8 november – Sveriges kronprins Gustav och hertig Fredrik Adolf påbörjar en resa till Paris.

### Okänt datum
- Farmaceuten och kemisten Carl Wilhelm Scheele kommer till Uppsala där kemisten Torbern Bergman tar honom under sitt beskydd.
- Pesten i Ryssland 1770–1772 utbryter.

## Födda

### Första kvartalet

#### Januari
- 8 januari – Nathan Smith, amerikansk politiker och jurist, senator 1833–1835.

#### Februari
- 9 februari – Samuel Bell, amerikansk politiker och jurist.
- 10 februari – Alexandre Brongniart, fransk kemist, geolog, och zoolog.
- 17 februari – David Stone, amerikansk jurist och politiker.
- 18 februari – Christian Heinrich Rinck, tysk organist och kompositör.
- 22 februari – Jacob Burnet, amerikansk jurist och politiker, senator 1828–1831.

#### Mars
- 7 mars – William Paulding, amerikansk advokat och politiker. (död 1854)
- 20 mars – Friedrich Hölderlin, tysk författare.

### Andra kvartalet

#### April
- 3 april – Theodoros Kolokotronis, grekisk frihetskämpe.
- 7 april – William Wordsworth, brittisk poet.
- 11 april – George Canning, brittisk politiker, premiärminister april–augusti 1827.
- 17 april – Mahlon Dickerson, amerikansk politiker, marinminister 1834–1838.
- 25 april – Georg Sverdrup, norsk filolog.

#### Maj
- 4 maj – John Taylor, amerikansk politiker.

#### Juni
- 22 juni – Wilhelm Traugott Krug, tysk filosof.
- 24 juni – Eli P. Ashmun, amerikansk politiker, senator 1816–1818.

### Tredje kvartalet

#### Juli
- 9 juli – Abner Lacock, amerikansk politiker, senator 1813–1819.
- 20 juli – Hans Munk, norsk läkare.

#### Augusti
- 5 augusti – Nicolai Jacob Marstrand, dansk industriman.
- 7 augusti – Carl Edvard Gyldenstolpe, finländsk friherre och ämbetsman.
- 18 augusti – Dorothea von Rodde-Schlözer, tysk akademiker.
- 27 augusti – Friedrich Hegel, tysk filosof.

#### September
- 26 september – Walter Bowne, amerikansk politiker, borgmästare i New York 1829–1833. (död 1846)
- 28 september – Henry Middleton, amerikansk politiker, guvernör i South Carolina 1810–1812. (död 1846)

### Fjärde kvartalet

#### Oktober
- 1 oktober – Karl vom Stein zum Altenstein, preussisk politiker. (död 1840)

#### November
- 5 november – Sarah Guppy, brittisk designer, uppfinnare och ingenjör. (död 1852)
- 15 november – Abraham Robert Lorent, svensk industriman. (död 1833)
- 19 november – Bertel Thorvaldsen, dansk skulptör. (död 1844)

#### December
- 16 december – Ludwig van Beethoven, tysk kompositör. (död 1827)

## Avlidna

### Första kvartalet

#### Januari
- 7 januari – Carl Gustaf Tessin, 74, svensk greve, ambassadör, politiker och riksråd samt kanslipresident 1746–1752.

#### Februari
- 26 februari – Giuseppe Tartini, 77, italiensk kompositör.

#### Mars
- 23 mars – Martin Mijtens den yngre, 74, svensk konstnär.
- 27 mars – Giovanni Battista Tiepolo, 74, italiensk målare.

### Andra kvartalet

#### April
- 28 april – Marie Camargo, 60, fransk ballerina.

#### Maj
- 4 maj – Fredrik Trolle, 76, svensk lanthushållare, politiker och fideikommissarie.
- 27 maj – Sofia Magdalena av Brandenburg-Kulmbach, 69, drottning av Danmark och Norge 1730–1746, gift med Kristian VI.
- 30 maj – François Boucher, 66, fransk målare.

#### Juni
- 23 juni – Mark Akenside, 48, brittisk poet och läkare.

### Tredje kvartalet

#### Juli
- 21 juli – Charlotta Frölich, 71, svensk historiker.

#### Augusti
- 26 augusti – Fredrik von Friesendorff, 62, svensk friherre och riksråd, tillförordnad kanslipresident 1768–1769.

#### September
- 30 september – George Whitefield, 55, brittisk predikant.

### Fjärde kvartalet

#### Oktober
- 19 oktober – Bernardo Vittone, 66, italiensk arkitekt.

#### November
- 13 november – George Grenville, 58, brittisk politiker, Storbritanniens premiärminister 1763–1765.

#### December
- 5 december – James Stirling, 78, skotsk matematiker.
- 6 december – Neri Maria Corsini, 85, italiensk kardinal.

### Fotnoter
1. ↑  Det hände i dag